# The Stranger Wore a Gun
The Stranger Wore a Gun (bra: O Pistoleiro; prt: Forasteiro Estava Armado) é um filme norte-americano de 1953, do gênero faroeste, dirigido por Andre DeToth e estrelado por Randolph Scott e Claire Trevor.
The Stranger Wore a Gun foi um dos primeiros filmes feitos em 3D e o primeiro de Randolph Scott nesse sistema. O final, com o tiroteio entre Scott e George Macready no saloon, é sempre elogiado pela crítica.

## Sinopse
Finda a Guerra de Secessão, Jeff Travis, antigo integrante do bando de Quantrill, decide começar vida nova no Arizona. Mas sua reputação o precede e ele acaba cooptado pelo velhaco Jules Mourret. Jules o coloca para roubar uma série de carregamentos de ouro, enquanto trama um golpe maior. Quando percebe que isso implica causar a falência da companhia de diligências da jovem Shelby Conroy, Jeff finalmente abre os olhos e decide ser honesto. Para isso, tem de enfrentar os formidáveis pistoleiros Dan Kurth e Bull Slager, colocar Jules contra o cruel bandido mexicano Degas e enfrentar o próprio Jules em um duelo final.

## Elenco
| Ator/Atriz      | Personagem     |
| --------------- | -------------- |
| Randolph Scott  | Jeff Travis    |
| Claire Trevor   | Josie Sullivan |
| Joan Weldon     | Shelby Conroy  |
| George Macready | Jules Mourret  |
| Alfonso Bedoya  | Degas          |
| Lee Marvin      | Dan Kurth      |
| Ernest Borgnine | Bull Slager    |
| Pierre Watkin   | Jason Conroy   |
| Joseph Vitale   | Shorty         |
| Clem bevans     | Jim Martin     |